# L-funktion
Inom matematiken är en L-funktion en meromorf funktion över komplexa planet associerad till ett visst matematiskt objekt. En L-serie är en potensserie, vanligen konvergent i övre halvplanet, som kan fortsättas analytiskt till en L-funktion. L-funktionerna är viktiga inom analytisk talteori. Exempel på viktiga L-funktioner är Riemanns zetafunktion och Dirichlets L-funktion.

### Allmänna källor
- Neukirch, Jürgen (1999), Algebraic Number Theory, Grundlehren der mathematischen Wissenschaften, "322", Berlin: Springer-Verlag, MR 1697859, ISBN 978-3-540-65399-8